# Захарчук, Екатерина Назаровна
Екатерина Назаровна Захарчук (21 августа 1918 — 5 сентября 1999) — советский хозяйственный, государственный и политический деятель, Герой Социалистического Труда.

## Биография
Родилась в 1918 году на территории современной Винницкой области в украинской крестьянской семье.
С 1932 года — на хозяйственной, общественной и политической работе. В 1932—1973 гг. — колхозница, звеньевая колхоза имени Г. И. Котовского Ямпольского района Винницкой области Украинской ССР.
Указом Президиума Верховного Совета СССР от 26 февраля 1958 года присвоено звание Героя Социалистического Труда с вручением ордена Ленина и золотой медали «Серп и Молот».
Избиралась депутатом Верховного Совета СССР 5-го созыва.
Умерла в 1999 году.